# Vendelinus (hố)

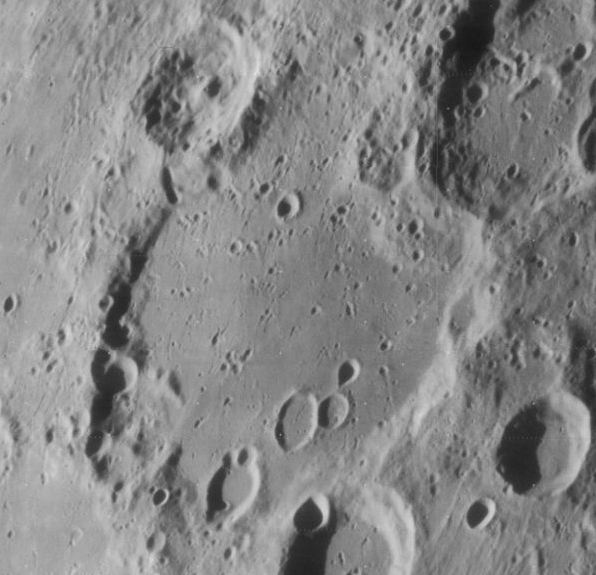
Tầm nhìn gần từ Lunar Orbiter 4

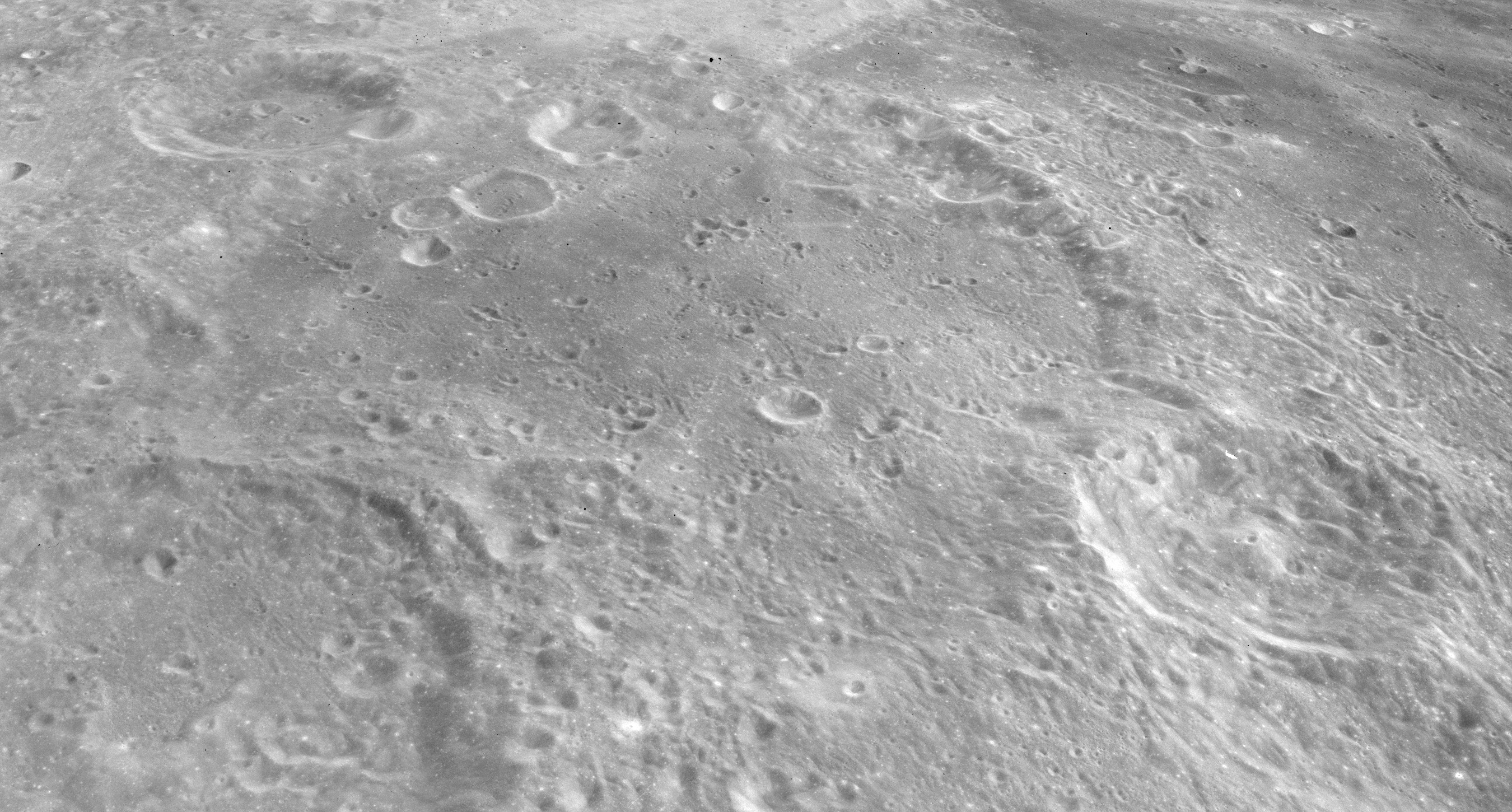
Tầm nhìn gần từ Apollo 15

Vendelinus là một hố Mặt Trăng cổ đại (hố va chạm) nằm ở bờ phía đông của biển Mare Fecunditatis. Về phía bắc của hố Vendelinus là hố Langrenus, trong khi về phía đông nam là hố Petavius, hình thành nên một chuỗi những hố dễ nhìn thấy ở gần rìa đông Mặt Trăng. Bởi vì vị trí này, hố xuất hiện hình thuôn khi được phóng đại.
Hố được đặt tên theo sau nhà thiên văn học người Flemish Godefroy Wendelin vào năm 1651 bởi Giovanni Riccioli. Vào năm 1935, tên này được chấp nhận bởi Hiệp hội Thiên văn Quốc tế.
Vành hố bị mòn nặng và chồng chéo bởi nhiều hố khác nhau, làm hố này rất khó để tìm thấy khi Mặt Trời ở góc thấp. Vành hố bị bể ở vài vị trí bởi các hố chồng chéo này. Một trong số chúng làm bể tường ở phía đông bắc là hố Lamé. Hố nhỏ Lohse chồng lên vành phía tây bắc, và vành ở phía nam liên kết với hố Holden.
Thềm hố Vendelinus bằng phẳng và được bao phủ bởi dòng chảy dung nham đen. (Webb cho rằng vùng tối này có thể được nhìn thấy trên thềm hố vào lúc trăng tròn.) Hố không có đỉnh trung tâm, nhưng bao gồm nhiều hố va chạm có kích cỡ khác nhau. Một vài trong số chúng là hố va chạm thứ hai từ ejecta của hố Langrenus, và xuất hiện một hình thuôn. Bờ lũy bên ngoài của hố Lamé tạo nên một ngọn đất trên thềm phía đông bắc.

## Hố vệ tinh
Theo quy ước, những tính chất này được xác định trên bản đồ bằng cách đặt từng chữ cái là tâm của các hố vệ tinh gần với Vendelinus nhất.
| Vendelinus | Tọa độ                            | Đường kính, km |
| ---------- | --------------------------------- | -------------- |
| D          | 19°03′N 58°14′Đ / 19,05°N 58,24°Đ | 10             |
| E          | 18°05′N 61°01′Đ / 18,08°N 61,02°Đ | 20             |
| F          | 18°29′N 64°55′Đ / 18,49°N 64,92°Đ | 32             |
| H          | 15°18′N 61°30′Đ / 15,3°N 61,5°Đ   | 8              |
| K          | 13°49′N 62°26′Đ / 13,82°N 62,44°Đ | 9              |
| L          | 17°34′N 61°47′Đ / 17,56°N 61,79°Đ | 17             |
| N          | 16°49′N 65°52′Đ / 16,82°N 65,87°Đ | 17             |
| P          | 17°34′N 66°20′Đ / 17,56°N 66,33°Đ | 16             |
| S          | 15°24′N 57°59′Đ / 15,4°N 57,98°Đ  | 6              |
| T          | 13°29′N 62°48′Đ / 13,49°N 62,8°Đ  | 6              |
| U          | 15°55′N 58°44′Đ / 15,91°N 58,73°Đ | 5              |
| V          | 15°33′N 55°55′Đ / 15,55°N 55,92°Đ | 6              |
| W          | 14°35′N 58°42′Đ / 14,59°N 58,7°Đ  | 5              |
| Y          | 17°35′N 62°14′Đ / 17,58°N 62,24°Đ | 11             |
| Z          | 17°12′N 62°25′Đ / 17,2°N 62,41°Đ  | 7              |

Hố sau được đặt tên lại bởi IAU:
- Vendelinus C — Xem Lamé (hố).